# Cantón de Goncelin
El cantón de Goncelin era una división administrativa francesa, que estaba situada en el departamento de Isère y la región de Ródano-Alpes.

## Composición
El cantón estaba formado por doce comunas:
- Froges
- Goncelin
- Hurtières
- La Pierre
- Le Champ-près-Froges
- Le Cheylas
- Les Adrets
- Morêtel-de-Mailles
- Pontcharra
- Saint-Maximin
- Tencin
- Theys

## Supresión del cantón de Goncelin
En aplicación del Decreto nº 2014-180 de 18 de febrero de 2014, el cantón de Goncelin fue suprimido el 22 de marzo de 2015 y sus 12 comunas pasaron a formar parte del nuevo cantón de Alto Grésivaudan.